# Carnaval de Cádiz
El Carnaval de Cádiz es uno de los carnavales más famosos e importantes de España, por lo que ha sido reconocido en 1980 conjuntamente con el Carnaval de Santa Cruz de Tenerife, con la declaración de Fiesta de Interés Turístico Internacional. Ambos son los primeros carnavales de España con tal distinción. Precisamente desde el año 2014, el Carnaval de Cádiz y el Carnaval de Santa Cruz de Tenerife están hermanados, coincidiendo con el 30 aniversario del hermanamiento de ambas ciudades que tuvo lugar en 1984.
Ha sido también declarado Tesoro del Patrimonio Cultural Inmaterial de España. 
En 2019 fue registrado en el Catálogo General de Patrimonio Histórico Andaluz (CGPHA) como Bien de Interés Cultural (BIC), por una orden publicada en el Decreto 609/2019 en boletín número 240 de 16/12/2019 del BOJA.
Todos los años durante los meses de enero y febrero se celebra en el Gran Teatro Falla el Concurso de Agrupaciones del Carnaval. 

## Historia
Para aclarar el origen del Carnaval los estudiosos nos remiten a distintas civilizaciones que, sin usar el mismo concepto de la fiesta, han manejado objetos y utensilios similares a los que se usan en Carnaval, y recuerdan el origen remoto que pueden suponer las bacanales, las saturnales (al dios Saturno) y las lupercales (al dios Pan), celebraciones que se conocieron tanto en la antigua Grecia como en la Roma clásica.
Sin embargo, parece ser que el Carnaval de Cádiz, como la mayor parte de las celebraciones del mismo tipo en Europa, es un hijo, aunque sea pródigo, del cristianismo;[cita requerida] mejor dicho, sin la idea de la Cuaresma no existiría en la forma en que ha existido desde fechas muy antiguas de la Edad Media Europea. Se lo relaciona también con los ritmos del tiempo, con la percepción cualitativa del tiempo. El cristianismo establece «un orden pasional del tiempo», en el que los momentos de alegría y tristeza se alternan cronológicamente, según sea tiempo de prohibiciones o tolerancias, asimilados por el cristianismo. El Carnaval es una consecuencia de la concepción simple del tiempo que adopta el cristianismo. Una concepción ajustada a los ciclos vitales y de las cosechas.
Su principal significación es que autoriza la satisfacción de todos los apetitos que la moral cristiana, por medio de la Cuaresma, refrena acto seguido. Pero al dejarlos expansionarse durante un periodo más o menos largo, la moral cristiana reconoce también los derechos de la carne, la carnalidad. El Carnaval encuentra así, además de su significación social y psicológica, su función equilibradora en todos los aspectos. Y todo pese a que en 1523, Carlos I había prohibido totalmente las máscaras.
Pero sin duda con el transcurso del tiempo distintos aspectos se han ido marcando con mayor profundidad hasta alcanzar en Cádiz una fiesta distinta. En el proceso de su propia definición, el Carnaval gaditano toma peculiaridades del italiano, explicable por la influencia fundamentalmente genovesa que Cádiz conoció desde el siglo XV: tras el desplazamiento hacia el Mediterráneo de los turcos, los comerciantes italianos se trasladan a Occidente, encontrando en Cádiz un lugar de asentamiento perfectamente comunicado con los objetivos comerciales que los genoveses buscaban: el norte y centro de África. Los antifaces, las caretas, las serpentinas, los papelillos (confeti) son otros tantos elementos que se asimilaron del carnaval italiano.

### SigloXVI
Las primeras referencias documentadas a la celebración del carnaval que conocemos hasta ahora, se encuentran en la obra del historiador gaditano Agustín de Horozco. En dos obras que datan de finales del siglo XVI, Horozco expone que en tiempos de carnaval, las gaditanas arrancaban las flores de las macetas para lanzárselas unos a otros a modo de broma. Otros documentos donde queda constancia de la celebración de los carnavales son las Constituciones Sinodales de 1591 y los Estatutos del Seminario de Cádiz en 1596. Ambas contienen indicaciones para que los religiosos no participaran de las fiestas a forma que lo hacían los seglares. Estas referencias sobre el Carnaval confirman que, ya a finales del siglo XVI, las fiestas debían tener gran arraigo entre los gaditanos.

### SigloXVII
Del siglo XVII también existen referencias: un documento de 1636 reconoce la impotencia del poder civil ante la celebración popular y una carta del General Mencos fechada en Cádiz a 7 de febrero de 1652 se queja de que los trabajadores gaditanos se negaban a reparar su barco por estar en Carnestolendas. También se tiene constancia de los hechos acontecidos en 1678, año en el que se acusó al clérigo Nicolás Aznar de mantener relaciones adúlteras con una tal Antonia Gil Morena, a la que había conocido durante los carnavales.

### SigloXVIII
A partir del siglo XVIII se reiteran frecuentemente las órdenes intentando desterrar el Carnaval. En 1716 se prohibieron los bailes de máscaras por orden de la Corona, prohibiciones que se repitieron a lo largo de todo este siglo. A pesar de todo, existen testimonios que pueden confirmar que el desacato de las órdenes era bastante notable. En el carnaval de 1776 se cometieron excesos en el convento de Santa María y en el de Nuestra Señora de la Candelaria, lo que provocó escándalos en la ciudad. Este mismo año visita la ciudad el viajero británico Henry Swinburne, que dejó testimonio sobre las celebraciones carnavalescas de los gaditanos.

### SigloXIX

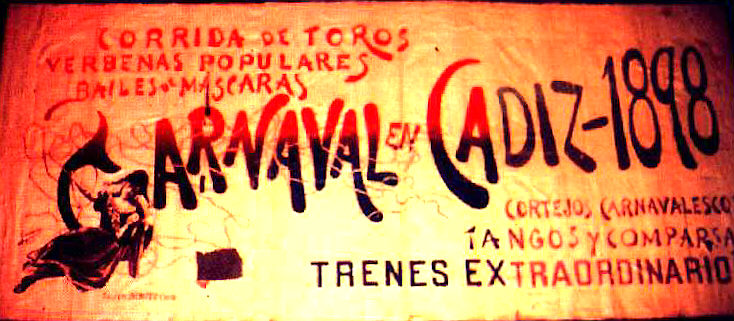
Cartel del carnaval de 1898

Los carnavales continuaron en este siglo y se celebraron incluso durante el asedio francés y el reinado de Fernando VII. Otro de los intentos de prohibir los carnavales fue el bando municipal del 20 de febrero de 1816 en el que se prohíbe de manera total la celebración de las fiestas carnavalescas, pero esta medida no tuvo ningún éxito.
La primera agrupación de la madre de fargas de la que se tiene constancia es Cuadrilla de gallegos, que data del año 1821. Durante aquel año el gobernador de Cádiz, Cayetano Valdés, dio el visto bueno para la celebración de un máximo de seis bailes públicos de disfraces y máscaras. Estos bailes fueron regidos por un estricto reglamento para evitar los excesos. Este carnaval tuvo que ser uno de los mejores de la época, porque no se produjeron disturbios.
El bando municipal 30 de enero de 1833, bando a cargo del gobernador José Manso, también especificaba las restricciones y como novedad aquello que estaba permitido. El bando del 4 de febrero de 1834, por Pedro Nolasco, recuerda a bandos anteriores, pero destaca la no prohibición de las máscaras.
De mediados de este siglo proviene la costumbre gaditana de pedir alguna invitación o monedas por parte de las agrupaciones tras cantar sus coplas. En 1861 el alcalde Juan Valverde ordena que se dote con una partida de 30 000 reales de vellón con el fin de iniciar una reforma en el carnaval. Esta tutela por parte del ayuntamiento continúa hasta nuestros días. El objetivo de esta era erradicar las malas costumbres que daban una mala imagen de la ciudad y de los gaditanos. Los bandos siguieron recordando, año tras año, a los ciudadanos las diferentes normas de comportamiento.
En 1884, el alcalde Eduardo Genovés Puig, publicó un edicto en el que volvería a repetir las restricciones ya conocidas, y añadió la obligación de las agrupaciones participantes en los carnavales a presentar previamente las coplas que cantarían durante las fiestas. Las agrupaciones conseguían así una licencia para poder salir por las calles y solo interpretarían aquellas que fueran autorizadas, es el primer antecedente de censura en el carnaval de Cádiz. Gracias a esta decisión del ayuntamiento, desde este año se conocen los nombres de las agrupaciones, el número de componentes y sobre todo se conservan las letras de las coplas.
Es en esta época cuando Cádiz influye sobremanera en otro carnaval andaluz, el de Isla Cristina, gracias a los intereses comerciales mutuos en el negocio conservero, por los que empresarios isleños crean colonias comerciales en la costa de Cádiz y ésta da su impronta cultural al carnaval de Isla Cristina.
Los coros alcanzan su primera madurez a finales del siglo XIX y principios del siglo XX, con la participación de Antonio Rodríguez Martínez, el tío de la tiza. Sus coros más recordados son Los claveles (1896) y Los anticuarios (1905). De este último es recordado el tango de los duros antiguos que es hoy día el himno oficioso del carnaval de Cádiz.

### SigloXX
El periodo entre 1920 y 1936 es el de madurez de las agrupaciones. En este podemos situar a Manuel López Cañamaque, autor más prolífico del carnaval junto a Agustín González, El Chimenea.
Los carnavales de 1936 fueron los últimos que se celebraron antes del comienzo de la Guerra Civil, porque esta comenzó el 18 de julio.
Durante la guerra, el 5 de febrero de 1937 se publica el boletín oficial del estado que dos días antes había firmado el gobernador general Luis Valdés, en el que se prohibía la celebración del carnaval. El 12 de enero, se publica una nueva orden manteniendo definitivamente la prohibición. En Cádiz, sin embargo, la prohibición no llegó a cumplirse ya que los nostálgicos de la fiesta la seguían celebrando a escondidas. La situación política del momento no era la más idónea dar mucha publicidad a lo que realizaban. Este paréntesis en el carnaval de Cádiz duraría hasta 1948.

#### Fiestas típicas gaditanas

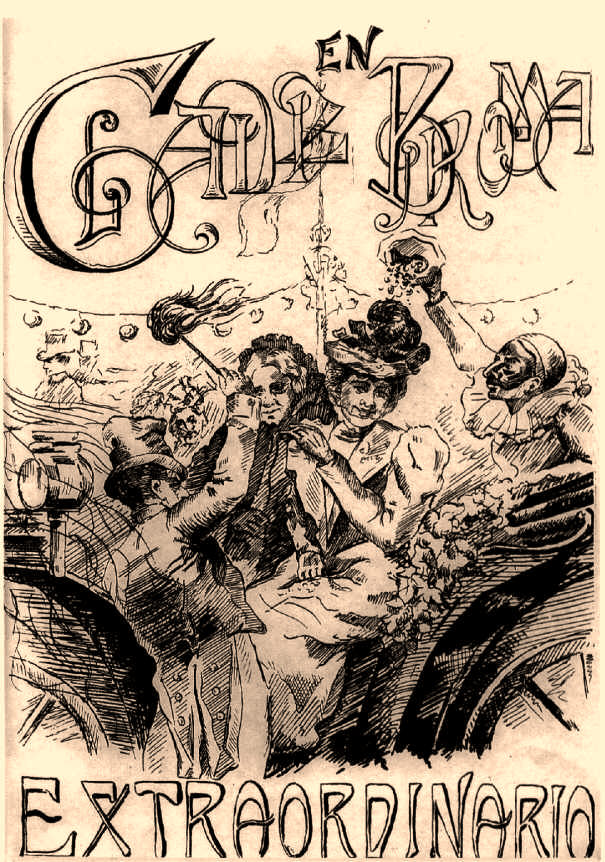
Cartel del carnaval de 1906

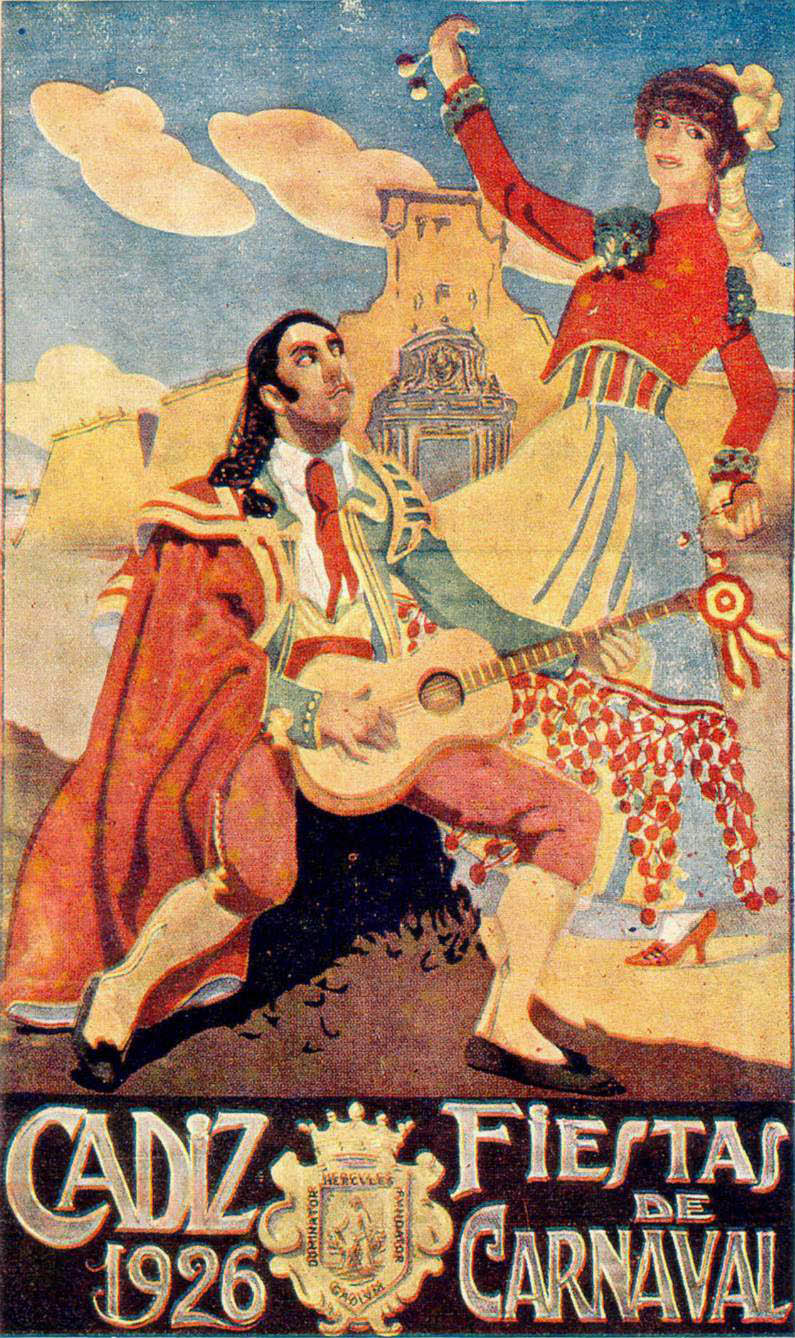
Cartel del carnaval de 1926

Paradójicamente, el Carnaval de Cádiz resucitó gracias al sufrimiento provocado por la explosión del depósito de minas de San Severiano, ocurrida en 1947. Vistió a Cádiz de luto y llevó la tristeza a la ciudad de la alegría. Tanto, que el gobernador civil, Carlos María Rodríguez de Valcárcel, pensó que había que levantar los ánimos. Los viejos carnavaleros le habían mostrado su deseo de volver a sacar un corito  en alguna velada de verano. Y tras escuchar los tangos de los coros Piñata Gaditana grupo aglutinado por José Macías Retes y Los Chisperos, no encontró motivos para no permitir de nuevo la celebración de las fiestas. Así fue cómo se permitió, fuera del Carnaval, en las fiestas del verano, que aquellos coros de veteranos volvieran a cantar viejos tangos. Había garantías políticas. Entre los coristas figuraba Joaquín Fernández Garaboa, el Quini.
Y tanto levantaron los caídos ánimos de Cádiz los coristas con sus viejos tangos de Los Claveles, y tanto gustó el género a Rodríguez de Valcárcel, que el gobernador se las ingenió para recoger el sentir popular, apoyar la iniciativa municipal y conseguir que el gobierno de Madrid permitiera una resurrección del Carnaval según la ideología dominante. El espíritu de la ciudad se impuso de tal forma que fue disfrazando el propio Carnaval con el tipo ocasional de Fiestas Típicas Gaditanas. A los coros se les consentía salir, pero poco menos que en la estética de coros y danzas. Por supuesto que sin máscaras en la calle y sin disfraces en el pueblo, solo en las agrupaciones. En el dirigismo cultural de la época, fueron unas fiestas más del Ayuntamiento que del pueblo, que las insertó en una estética entre juegos florales y fiesta de la vendimia, con reina de las fiestas, que era siempre la hija de un ministro, y cabalgatas como las que don José León de Carranza, el gran impulsor, junto con el concejal Vicente del Moral, había visto en Niza.
Gracias a las Fiestas Típicas el Carnaval se salvó y vivió una de sus etapas de mayor esplendor. Paco Alba, fue el gran exponente de este período, que superó en calidad al Carnaval anterior a la guerra. Se produjo la universalización del Carnaval, con agrupaciones que gustaron a toda España e Hispanoamérica y entre las cuales sobre todo se recuerda a Los Beatles de Cádiz (Los escarabajos trillizos) de Enrique Villegas Vélez, que en Cádiz ganó el segundo premio de comparsas en 1965 tras Los hombres del mar de Paco Alba.
En 1967 se produjo el traslado de las fiestas al mes de mayo, organizando una auténtica feria, con casetas incluidas.
Desde 1973, los cuartetos participaron en el concurso oficial de agrupaciones. En 1975 se produjo un hecho histórico en el concurso, la chirigota de Paco Alba, Los belloteros ganó el primer premio pero en la categoría de comparsas junto a Los napolitanos de Pedro Romero Varo. Esta decisión no agradó al aficionado, pero este suceso fue lo que originó que se considerara a Paco Alba el inventor de la comparsa actual.
El 6 de junio de 1976, se celebraron las últimas Fiestas Típicas Gaditanas, para el año siguiente se volvió a febrero y a la denominación de carnavales.

#### Carnaval democrático o carnaval en libertad
El 15 de febrero de 1977 es la primera fecha del carnaval democrático o en libertad. De este año destaca el coro Los dedócratas, fundamental en la transición de las fiestas típicas gaditanas a carnaval y en la recuperación del coro.
Como no podía ser de otro modo, con la idiosincrasia de los gaditanos, el 5 de febrero de 1978 a las cinco y cuarto de la tarde comenzó el entierro de las Fiestas Típicas Gaditanas. Acto auspiciado por el coro La guillotina, sucesor de Los dedócratas. Encabezaba el desfile fúnebre, que revistió la mayor seriedad por parte de sus participantes, una pancarta con la inscripción: «Entierro de las Fiestas Típicas R.I.P. ¡Ya era hora!», portada por dos miembros del coro vestidos de ciudadanos de la Revolución francesa
Seguían dos tambores que durante toda la marcha estuvieron sonando con redoble a la funerala. También dos miembros del coro que portaban una especie de incensario, uno, y otro un mortero de cocina a modo de hisopo. Después, cuatro verdugos portaban el féretro, sobre el que se colocó el martillito clásico de las antiguas fiestas, sobre la inscripción R.I.P. la caja llevaba adosada a ambos lados seis coronas fúnebres, con las inscripciones: «Un concejal in memoriam», «Vicente no te olvida», «Pepiño con amor», «El látigo Macareno», «De tus amigas las casetas» y «El Quini no sabe si olvidarte». Cuatro soldados de la revolución, con las bayonetas a la funerala acompañaban a la caja. Seguían el duelo mujeres de riguroso luto, que estuvieron llorando todo el trayecto, algunas de ellas con velas. Inmediatamente después marchaba un prelado, el director del coro patrocinador del acto y tres representantes de las autoridades. Los músicos de la agrupación formaban tras ellos, interpretando con sus pitos marchas fúnebres y sones de Carnaval. Eran seguidos por el resto del coro y por un grupo bastantes numeroso de máscaras. Cuatro soldados cerraban el desfile.
Numeroso público se congregó para ver pasar el entierro, aplaudiendo en ocasiones y demostrando su aceptación a la idea de La guillotina. Los espectadores rieron con ganas, y se comentó que el cortejo correspondía a lo que debía ser el Carnaval y a la vez que se manifestaba solidaridad con el motivo de la marcha: enterrar aquellas Fiestas Típicas Gaditanas, que no eran ni lo uno ni lo otro.
En 1980 es declarado junto al Carnaval de Santa Cruz de Tenerife como Fiestas de Interés Turístico Internacional. Ambos son los primeros carnavales de España con tal distinción.
En 1981, llega la televisión al concurso retransmitiendo parte de la final. En 1982, se unifican la categoría provincial y local. En 1984, la Fundación Gaditana del Carnaval (FGC), Organismo Autónomo del Ayuntamiento de Cádiz, recibió por acuerdo del mismo, la competencia de organizar, dirigir, programar, encauzar, administrar y ejecutar los carnavales de la ciudad. En el mismo año, se presentan al concurso 111 agrupaciones con lo que se supera por primera vez la centena de grupos participantes, cifra que continuaría superándose de forma ininterrumpida hasta la edición de 2022, condicionada por la pandemia de Covid, en la que únicamente se inscribieron 80 agrupaciones.
En 1989 se retransmite por primera vez la final completa, al año siguiente, con la llegada del primer canal de televisión autonómico andaluz Canal Sur, ésta se hace íntegramente en directo y también se emiten resúmenes de las semifinales. Los resúmenes serían la base del conocido programa El Ritmo del Tangai presentado por los periodistas Modesto Barragán y Manolo Casal.

### SigloXXI

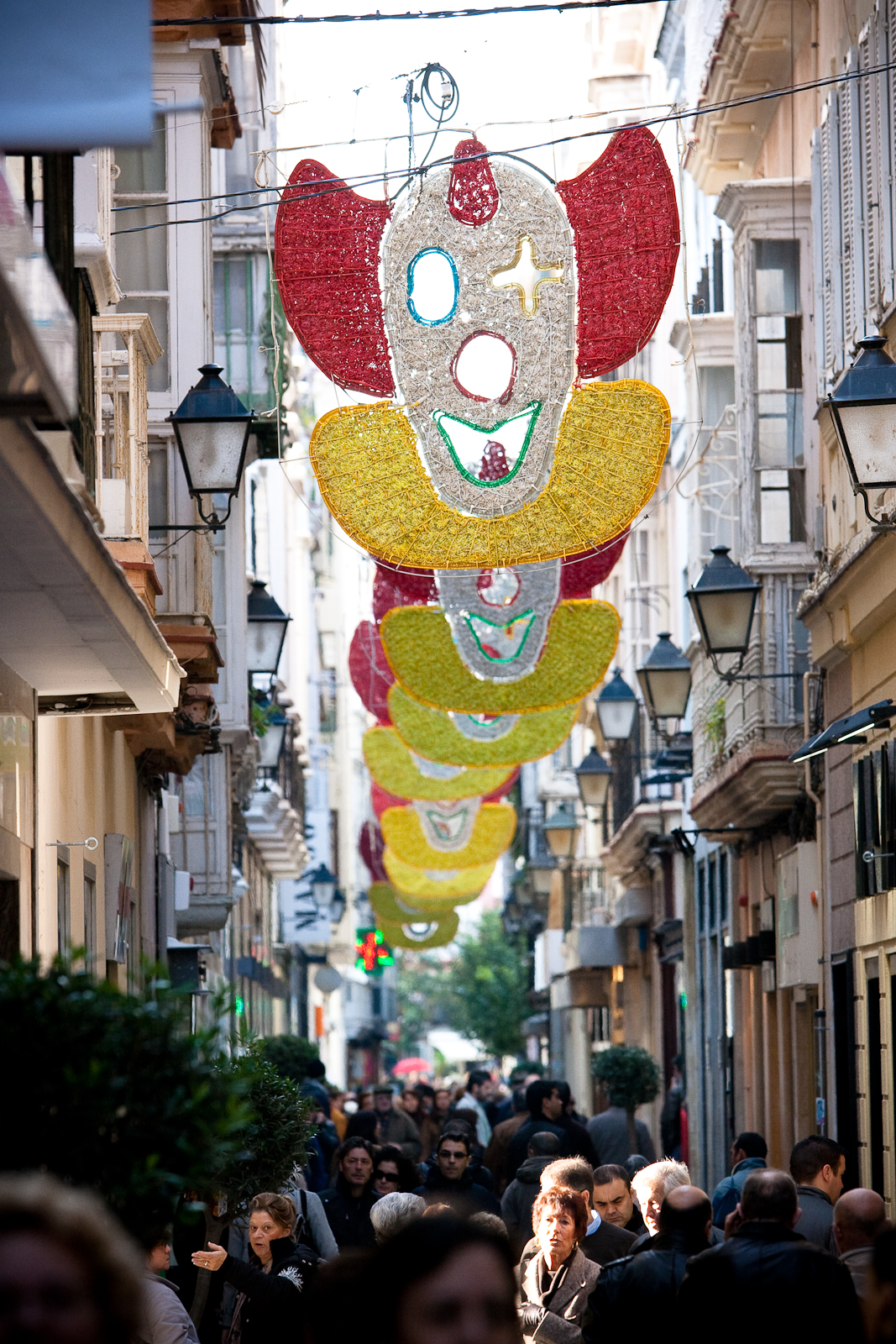
La calle Columela, una de las más céntricas de Cádiz, abarrotada en pleno carnaval

En 2002, tras diversas negociaciones con colectivos de autores carnavalescos, la Fundación Gaditana del Carnaval fue sustituida por el Patronato del Concurso Oficial de Agrupaciones Carnavalescas y Fiestas del Carnaval de Cádiz. Los órganos del Patronato del Carnaval, como se acostumbra a abreviar su nombre, son el Consejo Rector, y sus dos juntas ejecutivas: una del COAC y otra de las Fiestas.
En 2007 se emite por primera vez el concurso completo para la provincia de Cádiz. Las preliminares a cargo de la televisión municipal Onda Cádiz y las semifinales y la final por parte de Canal Sur. En 2008 se introduce una nueva fase en el COAC, los cuartos de final (o primera semifinal). También se decide l.
En 2012 se emite las preliminares en directo con la misma señal tanto en Onda Cádiz TV como en el canal privado Metropolitan TV a cargo de los presentadores Agustín Bravo y Mayte Huguet.
En abril de 2018, Cádiz logra la Capitalidad Iberoamericana del Carnaval 2019-2020 en la XVIII Asamblea General de la Unión de Ciudades Capitales Iberoamericanas (UCCI) celebrada en San José de Costa Rica.
En agosto de 2020 se anuncia la cancelación del COAC 2021, y por tanto del Carnaval de Cádiz de 2021 por la invalidez de poder celebrarlo por la pandemia del COVID-19. Recuperando el concurso en 2022, el cual se celebraría en mayo, siendo la final el 3 de junio.

## Programa del carnaval
En 1862 el municipio, presidido por Juan Valverde, puso en marcha el primer programa de fiestas con el doble objetivo de limitar el carnaval popular y de atraer forasteros a la ciudad lo que estableció el antecedente de los actuales programas. En este programa se incluía: pregón, tablaos, bailes de máscaras, cabalgata, exornos, concurso de agrupaciones y fuegos artificiales.
En Cádiz, el carnaval oficialmente dura once días, pero si unimos a estos los días del concurso, los actos gastronómicos, ensayos generales y el «carnaval chiquito» o «carnaval de los jartibles», suman más de un mes de carnaval.
Por orden cronológico, este sería el programa actual de actos del carnaval de Cádiz.
Previos
- Ensayos generales.
- Presentación del carnaval en Madrid.
- Pestiñá popular.
- Erizá popular.
- Ostioná popular.
- Fase preliminar del COAC.
- Fase de cuartos de final del COAC.
- Fase semifinal del COAC.
- COAC categoría infantil
- COAC categoría juvenil

Jueves. Inicio de Carnaval
- Inauguración del alumbrado.

Viernes de la final
- Proclamación de la Diosa del carnaval.
- Gran Final del COAC.

Sábado de carnaval
- Pregón infantil.
- Carrusel de coros de Puerta Tierra.
- Pregón del carnaval de Cádiz.
- Concurso de romanceros.

Domingo de carnaval
- Carrusel de coros.
- Cabalgata magna.
- Fuegos artificiales en La Caleta.

Lunes de carnaval
- Carrusel de coros.

Martes de carnaval
- Quema del Dios Momo.

Viernes de carnaval
- Carrusel de coros en La Viña.
- Conciertos.

Sábado de Piñata
- Panizá Popular.
- Homenaje al comparsista.
- Conciertos.

Domingo de Piñata
- Carrusel de Coros.
- Frito popular.
- Quema de la Bruja Piti.
- Fuegos Artificiales en La Caleta.

II Domingo de Cuaresma
- Carnaval de los jartibles o carnaval chiquito.

Resto del año
- Gala Lo mejó de lo mejón.
- Festival Me Río de Janeiro.
- Concursos de antologías.
- Carrusel de coros de verano.

Durante toda la semana de carnaval, pueden encontrarse agrupaciones ilegales por diferentes puntos de la ciudad. También existen varios concursos organizados por diferentes entidades, donde actúan agrupaciones participantes en el COAC. Desde el primer jueves, hasta el domingo (salvo el viernes de la final), se habilita una carpa para los bailes de disfraces.

## Tipos de agrupaciones
- Antiguas denominaciones de las agrupaciones.
  - Conjunto
  - Coro a pie

- - Coro en carroza
  - Coro musical
  - Cuadrilla
  - Cuadro de baile
  - Dúo
  - Estudiantina
  - Mascarada
  - Rondalla
  - Trupe

- Modalidades de las agrupaciones que pueden participar en el COAC (Concurso oficial de agrupaciones carnavalescas):
  - Chirigota.
  - Comparsa.
  - Coro.
  - Cuarteto.

- Modalidades con concurso propio en la semana carnavalesca:
  - Romancero.

- Modalidades que no participan en el concurso (agrupaciones ilegales o callejeras):
  - Coros, chirigotas, comparsas, romanceros y cuartetos que deciden no participar en el COAC, popularmente conocidas en Cádiz como callejeras.

## Coplas

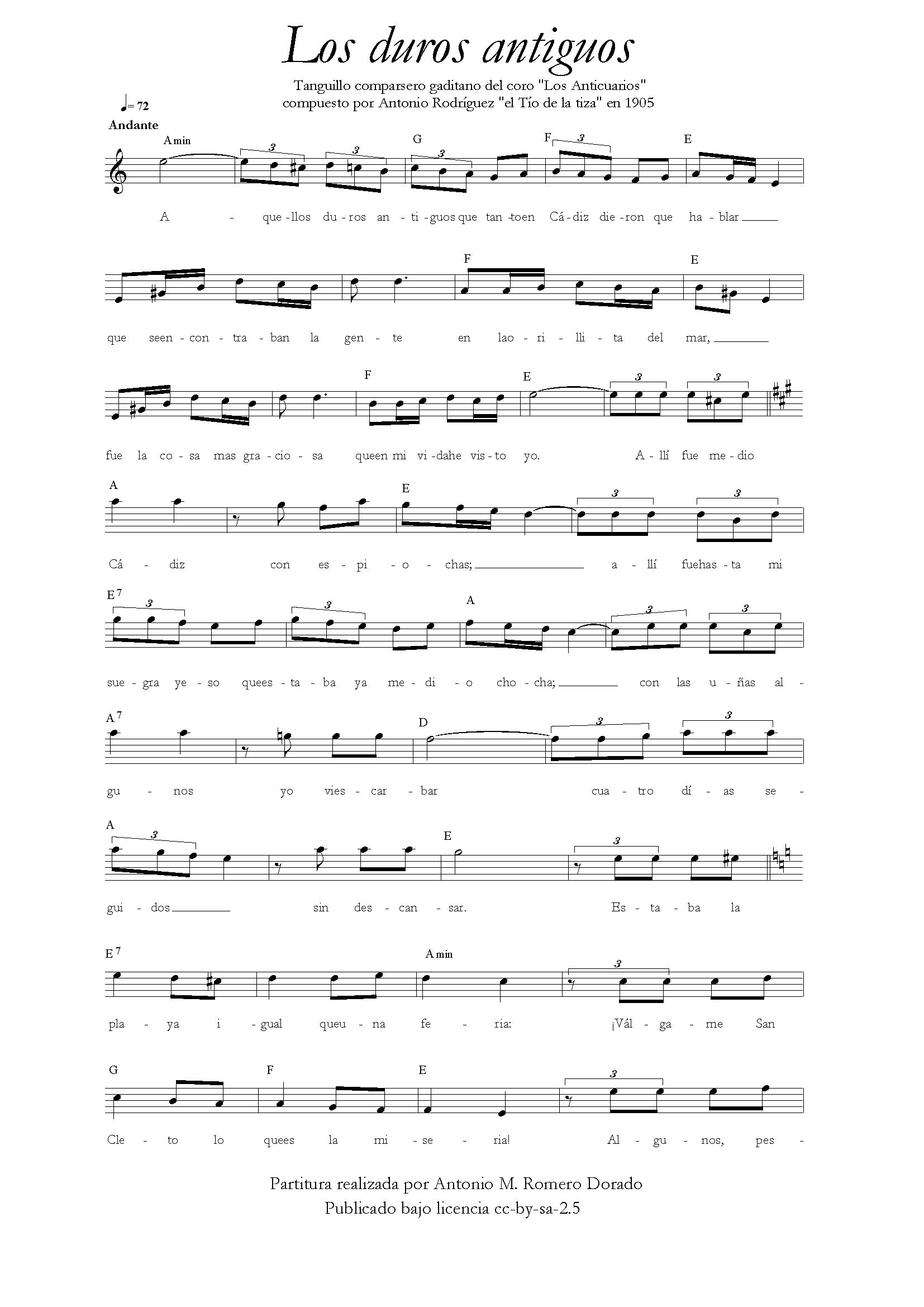
Los duros antiguos, tango de Los anticuarios, 1905. Compuesto por Antonio Rodríguez Martínez (el tío de la tiza). Partitura en pdf

Los tipos de coplas, que cantan las agrupaciones y que recoge el reglamento del COAC son:
- La presentación es la primera composición a interpretar y su música puede o no ser original. Actualmente la interpretan todas la modalidades, a excepción de los cuartetos, los cuales, interpretan una parodia.
- El pasodoble, debe ser una composición original. Lo interpretan las chirigotas y las comparsas, siendo en esta última la pieza más valorada en el COAC. Cada agrupación, en cada pase del concurso, debe cantar dos a excepción de los coros, los cuartetos y las comparsas juveniles e infantiles, que deberán cantar 3.
- El tango debe ser una composición original. Es la pieza genuina del coro y la más valorada de su repertorio. Solo lo interpretan los coros y cada coro en cada pase del concurso debe cantar dos. Excepto los coros infantiles y juveniles que interpretan 3.
- La parodia es la parte más valorada en el cuarteto. No es una composición musical, es una representación que hacen los componentes del cuarteto en modo de diálogo entre ellos, y en la que el humor, la ironía y el doble sentido son las características principales.
- El cuplé: esta pieza es común para todas las agrupaciones. Debe ser una composición original. Cada agrupación debe interpretar dos cuplés terminados por el estribillo en cada pase. Salvo en los coros, que no es obligatorio, los cuplés van engarzados, es decir unidos. Es la parte del repertorio más valorada en la chirigota. Las chirigotas infantiles y juveniles deberán interpretar 3 cuplés.
- El estribillo, sirve como terminación de los cuplés y puede variar de un cuplé a otro. Lo interpretan todas las agrupaciones. Los estribillos están orientados al tipo (disfraz) de la agrupación; los de chirigotas y cuartetos suelen ser estribillos humorísticos con música pegadiza y juegos de palabras sencillos (a veces, muy repetitivos para calar en el público y suscitar que el auditorio repita con la agrupación las últimas frases del mismo), mientras que las comparsas cantan algo relacionado con el tipo de forma más sentimental y suelen estar musicalmente más cuidados. Los coros no están tan encasillados en cantar estribillos humoristas o de forma "más seria", sino que depende del coro en sí y de sus autores. A pesar de esto, el estribillo siempre es libre y puede ser como los autores y/o la agrupación desee (puede ser un estribillo de chirigota y ser crítico; o de comparsa y ser humorístico), siempre y cuando la letra vaya al tipo.

Ejemplos de estribillos de Carnaval: 
Ay, qué casualidad, hay una guerra mundial. La gente no respeta ni que estamos en Carnaval. Ria. Ria."
Cuarteto "Tres notas musicales" (1991).

Ay, chiquilla, ten en cuenta que yo soy un aprendiz, si no sale a la primera lo tendré que repetir. Un pito de caña (al caldero), viento de poniente (al caldero), vengan las murallas (al caldero) los bracitos del puente (al caldero). La luna por la Caleta, las torretas y remueve y remueve que esto se ha "acabao". Tacita de mis entrañas otra vez me has embrujao. 
Comparsa "El brujo" (1995).

"La luna le ha dicho al sol en los reflejos del agua que se esconda en un rincón y haga la noche más larga. Que haga la noche más larga pa' llevar en mi barquita los secretos de esta playa, y escrito en la arena dejar un letrero pa' cuando suba la mar se pueda leer en su gran espejo: te quiero, te quiero, te quiero".
Comparsa "La playa de los Secretos" (2007).
'Febrero es un gran camaleón, que a los cobardes los vuelve valientes, al Rey lo convierte en bufón y la justicia la canta la gente. La luna se deja querer, y Cai' me roba ay, ay, ay el corazón... Abre las Puertas de Tierra otra vez... ay camaleón, ay camaleón, ay camaleón. Comparsa 'Los cobardes' (2016)
- El popurrí es una mezcla de músicas, que pueden o no ser originales, y letras. Es una pieza obligatoria en todas las modalidades, excepto en el cuarteto, que es opcional.
- El tema libre es el tema opcional que tienen los cuartetos tras la tanda de cuplés obligatoria. Puede ser un popurrí, otra parodia o una tanda de cuplés.

## Instrumentos musicales
Aunque se utilicen muchísimos más instrumentos, sobre todo en la calle y en la interpretación de popurrís, estribillos y presentaciones, los instrumentos más característicos son:
- La caja y el  bombo, usados por las comparsas y chirigotas.
- El pito de caña o kazoo, usado por las comparsas, chirigotas y cuartetos.
- La guitarra, usada por los coros, comparsas, chirigotas y en cuartetos, es opcional.
- La bandurria, usada por los coros.
- El laúd, usado por los coros.
- Las claves, usadas por los cuartetos.

## Voces

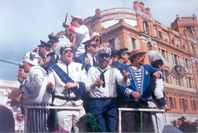
Coro gaditano en carnaval

- Bajo: voz más grave, común en los coros. No necesariamente tiene que hacer la melodía del tenor a una octava más baja.

- Tercera: Voz grave que baja una quinta justa (3,5 tonos) el tono del tenor. Si el tenor es un mi la tercera será un la. (No se suele utilizar en las agrupaciones, aunque se usan mayormente en agrupaciones mixtas por el problema de la tesitura de los integrantes)

- Segunda: voz grave que baja en "dos tonos el tono del tenor". En la teoría musical, la voz de la segunda sería una tercera por de bajo del tenor que, dependiendo de la nota y la escala, sería una tercera mayor (2 tonos) o tercera menor (1'5 tonos). Por ejemplo (en escala de CM): Si la nota es un Do, su segunda voz sería un la (una tercera menor, ya que de la a do hay 1 tono y medio).

- Tenor: voz media. Base de las demás voces.

- Octavilla: voz aguda. Es una tercera por arriba del tenor (caso contrario a la segunda) que, por lo tanto, podrá ser mayor (2 tonos por arriba del tenor) o menor (1,5 por arriba del menor). Por ejemplo (en escala de CM): si el tenor hace un mi y el octavilla hace un sol, será una tercera menor; y si el tenor hace un do y el octavilla hace un mi, será una tercera mayor. Se suele cometer el error de creer que la octavilla es una octava por arriba del tenor.
- Contralto: la voz más aguda. Es una quinta justa. Por ejemplo (en escala de CM): si el tenor hace un sol, el contralto hará un re.

Las agrupaciones suelen jugar con las octavas y con la melodía del tenor; no siempre tienen que seguir un patrón interválico predeterminado. Por ejemplo:el final de los pasodobles chirigoteros, considerados como "al más puro estilo viñero", suelen tener una segunda que desciende "al foso".

## Hermanamientos
| País                | Carnaval               | Fecha |
| Bandera de Alemania | Colonia                | 2010  |
| Bandera de España   | La Carolina            | 2013  |
| Bandera de España   | Santa Cruz de Tenerife | 2014  |

## Carnavaleros históricos

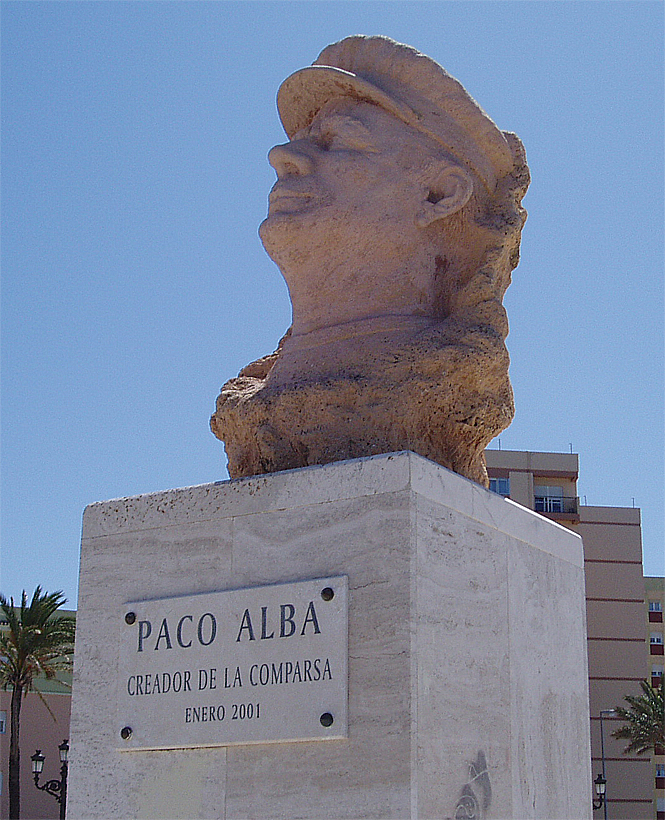
Busto de Paco Alba en La Caleta

- Francisco Abeijón Ramos, el Carapalo.
- José Rodríguez, El Sopa
- Paco Alba, el Brujo.
- Juan Carlos Aragón Becerra, el Capitán Veneno.
- José Luis Ballesteros Castro,  el Love.
- Juan Antonio Benítez Benítez,  Er Benite.
- Jesús Bienvenido Saucedo.
- Juan Manuel Braza Benítez, el Sheriff.
- Carlos Brihuega, Carli.
- Manuel Carrion Moreno, el Cabra.
- Manuel Cornejo Aragón, Don Adolfo.
- Ramón Díaz, Fletilla.
- Joaquín Fernández Garaboa, el Quini.
- Ángel Gago Cubelo, Gago.
- José Luis García Cossio, Selu.
- Enrique García Rosado, Kike Remolino.
- Agustín González, el Chimenea.
- José Guerrero Roldán, el Yuyu.
- Emilio Gutiérrez Cruz, el Libi.
- Manuel López Cañamaque.
- José Macías Retes.
- Antonio Martín García.
- Antonio Martínez Ares, el Niño de Santa María .
- Francisco Javier y David Márquez Mateo, los hermanos Carapapa.
- Fernando Migueles Santander, Nandi Migueles.
- Manuel Jesús Morera Rioja, Morera.
- Rafael Mosquera Muñoz, Fali Mosquera.
- Julio Pardo Merelo, el gordo.
- Rafael Pastrana Guillén, Faly Pastrana.
- José Peña Herrera, el Peña.
- Joaquín Quiñones Madera.
- Antonio Rico Segura, Pedro el de los Majaras.
- José María Rioja Astorga.
- Antonio Rivas Cabañas.
- Luis Manuel Rivero Ramos, Luis Rivero.
- Juan Rivero Torrejón Juan Rivero.
- Antonio Rodríguez Martínez, el tío de la tiza.
- Pedro Romero Baro.
- José Manuel Romero Pareja, el Petra.
- Manuel Sánchez Alba, el Noly.
- Manuel Santander Cahué.
- Antonio Pedro Serrano, el Canijo.
- Ángel Subiela Gómez.
- Manolo Torres.
- José Antonio Molina Marín, Molina.
- Constantino Tovar Verdejo, Tino Tovar.
- Antonio Trujillo Ramos, el Catalán.
- José Antonio Vera Luque, el Vera.
- Juan Antonio Villar Pacheco, el Masa.
- Enrique Villegas Vélez.
- Luis Ripoll Lázaro.

### Antifaz de Oro
El Antifaz de Oro es un galardón que se entrega a aquellas personas que han estado al menos 25 años ligadas al Carnaval gaditano, ya sea como intérprete o autor.

## Pregoneros

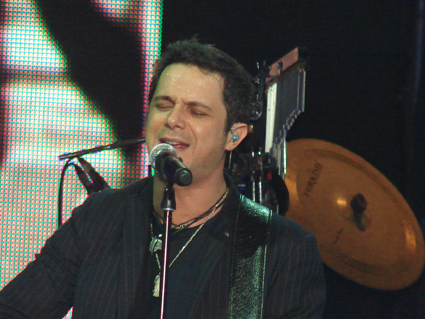
Alejandro Sanz, pregonero en 2005

## Retransmisión en 4K
- En el año 2025, Onda Cádiz TV, emitió el carnaval por primera vez en su historia en 4k en internet con más de 300 horas de contenido.[14]